# Polydesma umbricola
Polydesma umbricola är en fjärilsart som beskrevs av Jean Baptiste Boisduval 1833. Polydesma umbricola ingår i släktet Polydesma och familjen nattflyn. Inga underarter finns listade i Catalogue of Life.